# 真勝國之
真勝 國之（まさかつ くにゆき、1970年3月15日 - ）は、日本の俳優。熊本県出身。身長180cm。オフィス斬所属。

## 来歴・人物
岩城滉一にスカウトされたのがきっかけで芸能界デビュー。主に時代劇・オリジナルビデオでの脇役として活躍している。以前所属していた芸能プロダクションはプラチカ。趣味はスノーボード、ゴルフ。

## 出演

### 映画
- 新・男樹（2000年）
- パチスロひとり旅（2001年　パル企画）
- 劇場版 首領への道（2003年 村上劇画プロ、シネマ・クロッキオ） - 三田村組幹部 田代
- 風のファイター（2004年　エスピーオー）
- 龍神 LEGENDARY DRAGON（2004年　アルファワークス） - 福建マフィア「士幇」日本支部 構成員
- 龍が如く 劇場版（2007年　東映）

### Vシネマ
- 新・湘南爆走族 荒くれKNIGHT1・2（1998年　東映ビデオ）
- ダブルヒート Double Heat（1998年　ハピネット・ピクチャーズ）
- ケンカ包丁 義（2000年、東映ビデオ） - ジュンイチ(料亭「北陸路」料理人)
- ケンカ包丁 義2（2000年、東映ビデオ） - ジュンイチ(フランス料理店 料理人、元 料亭「北陸路」料理人)
- 安藤組外伝 掟（2000年　GPミュージアム） - 開田
- 首領への道13（2000年-　GPミュージアム） - 金沢組若頭 南原金吾
- 実録・山陽道やくざ戦争 手打ち破り（2001年） - 武田組 津山支部組員 坂口貫太
- 実録・大阪やくざ戦争 報復（2002年　GPミュージアム） - 三代目山王会系法力会若衆 成田忠志
- 実録・北陸やくざ戦争（2002年） - 羽山組幹部 藤岡幸夫
- 実録・史上最大の抗争 義絶状1（2002年） - 三代目山王会直参谷健組若衆 道内久二
- 外道 おとこ唄1,2（2002年） - 関東連合 昴会組員 タケ
- 残侠伝説 覇王道（2002年） - 料亭の板前
- ゾンビ屋れい子 vol.2（2003年　エスエイチエンタテイメント）
- 実録・竹中正久の生涯 荒らぶる獅子（2003年　GPミュージアム） - 竹中組組員
- 実録・名古屋やくざ戦争 統一への道1（2003年） - 城田組仁笠興業組員 広沢明(仁笠剛の運転手)
- 実録・名古屋やくざ戦争 統一への道2（2003年） - 城田組仁笠興業幹部 加藤憲行
- 実録・瀬戸内やくざ戦争 伊予路水滸伝（2003年） - 二代目大日本昭和会 剛誠会西条支部長 藤間
- 実録・関東やくざ戦争 修羅の盃（2003年、GPミュージアム） - 石井組組員 玉木真司
- 実録・関東やくざ戦争2 修羅の代紋（2004年、GPミュージアム） - 石井組組員 玉木真司
- 首領への道外伝・白虎会見参（2004年　GPミュージアム） - 中国マフィア
- 最後の神農(テキヤ)（2004年） - 角源連合会朝原同族会 代行
- 抗争 暴力団VSギャング（2005年　GPミュージアム） - 中條アキヨシ
- 甲州プリズン（2005年　GPミュージアム）
- 実録・暴走族 SPECTER（2005年　GPミュージアム）
- ブラッド・エンジェル シスターオブハート（2005年　GPミュージアム）
- 警視庁特別調査課 マーダーファイル 津山30人殺しを追え!（2005年　かまいたち）
- 誇り高き野望3（2005年、アネック）- 大門組組員 影山剛司
- 極道(やくざ)な月（2007年） - 湘子の兄
- 実録・九州やくざ戦争 九州のライオン(義王) （2006年　GPミュージアム）
- 実録・九州やくざ戦争2 手打ち無き抗争（2006年　GPミュージアム）
- 実録・四国やくざ戦争 血戦 抗争勃発編（2006年　GPミュージアム）
- 実録・四国やくざ戦争 血戦 抗争終結編（2006年　GPミュージアム）
- 実録・新選組（2006年　GPミュージアム） - 加納鷲雄
- やる気まんまん（2007年　マクザム）
- 極道の紋章2（2007年） - 川谷組組員 甲賀信照
- 西日本暴力地帯 実録山陰抗争（2007年　GPミュージアム） - 山陰柳田組組長 那須真
- 西日本暴力地帯 実録山陰抗争 完結篇（2007年　GPミュージアム）
- ゾク議員（2007年　GPミュージアム） - 菊地(市会議員のドン)の秘書
- ゾク議員 第二部（2007年　GPミュージアム）
- 関西極道 流血の抗争史 侠客の刃編（2007年　GPミュージアム） - 鶴田会(愚連隊)会長 朴明成
- 実録・暴走族 最後のギャング 関東連合 ブラックエンペラー五代目（2008年　GPミュージアム）
- 日本全国呪場MAP（2008年　クリエイティブアクザ）
- やくざ抗争史 猛友会 西成愚連隊 ～掃溜めの夢～（2008年） - 西成愚連隊 ユウジ
- 新・鯨道 侠魂（2009年） - ナカモト
- 実録・若頭（2010年） - ナルセアキラ(ヒットマン)
- 日本で一番怖い話 江戸怪談〜第3話「牡丹灯篭」（2011年　日光江戸村）
- 抗争の黙示録（2012年）
- 修羅の花道2（2012年） - 浅草 山春三代目一門 高本明

### テレビドラマ
- フェイス（1997年、CX）
- レッツ・ゴー!永田町（2001年、NTV）
- 『開運！なんでも鑑定団』殺人事件（2001年、TXN）
- 天下騒乱〜徳川三代の陰謀（2006年、TXN）
- 忠臣蔵 瑤泉院の陰謀（2007年、TXN）
- 刺客請負人（2007年、TXN）
- お江戸吉原事件帖（2007年、TXN）
- 必殺仕事人2009（2009年、EX） - 卯之助
- 警視庁機動捜査隊216 第1作 長い夜（2010年7月19日、TBS） - クローバー証券 ディーリング部
- 曲げられない女（2010年、NTV）
- ギルティ 悪魔と契約した女（2010年、KTV）
- 西村京太郎サスペンス十津川警部シリーズ（渡瀬恒彦版）第44作「特急ソニック殺人事件〜十年目の真実〜」（2011年4月11日）- 北九州警察署 刑事 松田
- 一路 第8回 - 最終回（2015年9月18日 - 25日、NHK BSプレミアム） - 駒井兵馬